# 🜨
🜨 ( unicode : U+1F728) est un symbole pour :
- la planète Terre, comme synonyme de ♁ en astronomie et en astrologie ;
- la croix d'Odin ou de Woden ;
- un alliage du cuivre ou le vert-de-gris (oxyde de cuivre) en alchimie.

Ce symbole relativement simple (une croix dans un cercle) est très ancien et a été utilisé pour de nombreuses significations différentes dans la plupart des civilisations.